# Elezioni presidenziali in Corea del Sud dell'agosto 1960
Il 12 agosto 1960 in Corea del Sud si tennero le prime elezioni presidenziali della Seconda Repubblica. Si trattò di elezioni indirette, come stabilito dalla nuova Costituzione promulgata dal Parlamento in seguito alla Rivoluzione d'aprile, che aveva costretto Syngman Rhee a dimettersi ed aveva trasformato la Corea del Sud in una repubblica parlamentare. Il Presidente doveva essere eletto in seduta comune dalla Camera dei Comuni e dal Senato ed ottenere almeno i due terzi dei voti. Il vincitore fu Yun Bo-seon, dell'ala tradizionalista del Partito Democratico, che ottenne l'82,2% dei voti. Il suo avversario era Kim Chang Sook, un leader 
confuciano che ottenne l'11,5% dei voti. Si trattò delle uniche elezioni presidenziali della Seconda Repubblica, perché l'anno successivo vi fu il Colpo di Stato di maggio di Park Chung Hee.

## Contesto
In seguito alle dimissioni di Syngman Rhee, il potere era stato detenuto brevemente ad interim sotto Heo Jeong, che aveva istituito un Parlamento bicamerale ed aveva stabilito la data delle nuove elezioni parlamentari, ossia il 29 giugno. L'affluenza era stata dell'84,3%, e il nuovo Parlamento bicamerale era formato da una camera bassa, la Camera dei Comuni, i cui membri erano eletti con un sistema proporzionale che prevedeva la suddivisione del territorio sudcoreano in collegi plurinominali che eleggevano ciascuno da due a otto deputati, e da una camera alta, il Senato, i cui membri erano eletti con sistema maggioritario. Il Partito Democratico, che era stato all'opposizione durante la prima repubblica, aveva vinto facilmente le elezioni, conquistando 175 seggi su 233 alla Camera dei Comuni e 31 seggi su 58 al Senato. Queste erano state le prime elezioni relativamente prive di brogli in Corea del Sud, ma anche le ultime elezioni libere fino alle elezioni presidenziali del 1987. In seguito alle elezioni, Chang Myon era stato nominato Primo Ministro ed era stata istituita la seconda repubblica. La costituzione riveduta aveva imposto che la seconda repubblica prendesse la forma di un sistema di gabinetto parlamentare dove il presidente assumeva solo un ruolo nominale. Questo fu il primo ed unico caso in cui la Corea del Sud si volse a un sistema parlamentare anziché a uno presidenziale. Il Presidente doveva essere eletto in seduta comune dalla Camera dei Comuni e dal Senato ed ottenere almeno i due terzi dei voti.

## Risultati
| Candidato       | Partito             | Voti | %    |
| --------------- | ------------------- | ---- | ---- |
| Yun Bo-seon     | Partito Democratico | 208  | 82,2 |
| Kim Chang Sook  | Indipendente        | 29   | 11,5 |
| Baek Nak-jun    | Indipendente        | 3    | 1,2  |
| Byeon Yeong-tae | Indipendente        | 3    | 1.2  |
| Kim Do-yeon     | Indipendente        | 2    | 0,8  |
| Heo Jeong       |                     | 2    | 0,8  |
| Kim Pyeung-roh  | Indipendente        | 1    | 0,4  |
| Kim Shi-hyeon   | Indipendente        | 1    | 0,4  |
| Na Yeong-gyun   | Indipendente        | 1    | 0,4  |
| Bak Sun-cheon   | Indipendente        | 1    | 0,4  |
| Yu Ok-woo       | Indipendente        | 1    | 0,4  |
| Lee Chul-seung  | Indipendente        | 1    | 0,4  |
| Totale          | Totale              | 253  | 100  |
| Sborrate totali | Sborrate totali     | 291  | 86,9 |

## Conseguenze
La seconda repubblica vide la proliferazione dell'attività politica che era stata repressa sotto il regime di Rhee. Gran parte di questa attività era condotta da gruppi di sinistra e studenteschi, che erano stati strumentali al rovesciamento della  prima repubblica. L'adesione e l'attività sindacale crebbero rapidamente durante i mesi successivi del 1960. Circa duemila dimostrazioni si tennero durante gli otto mesi della seconda repubblica.
Sotto la pressione della sinistra il governo Chang portò a compimento una serie di purghe di ufficiali dell'esercito e della polizia che erano stati coinvolti in attività anti-democratiche o in corruzione. Una legge speciale fu approvata a tal fine il 31 ottobre 1960. 40.000 persone furono poste sotto inchiesta; di queste, più di 2.200 funzionari di governo e 4.000 ufficiali di polizia furono epurati. In aggiunta, il governo valutò di ridurre le dimensioni dell'esercito di 100.000 unità, anche se questo piano fu accantonato.
Anche dal punto di vista economico, il governo aveva di fronte una crescente instabilità. Esso formulò un  piano quinquennale, anche se non riuscì ad attuarlo prima di essere rovesciato. La seconda repubblica vide lo hwan perdere metà del suo valore contro il dollaro tra l'autunno del 1960 e la primavera del 1961. Anche la disoccupazione e i prezzi all'ingrosso salirono durante questo periodo.
Il Colpo di Stato militare del 16 maggio 1961, guidato dal maggiore generale Park Chung-hee pose fine alla seconda repubblica. Park era membro di un gruppo di capi militari che auspicavano una depoliticizzazione dell'esercito. Insoddisfatti delle purghe intraprese dalla seconda repubblica e convinti che quello stato di disorientamento sarebbe sfociato nel comunismo, essi presero la faccenda nelle loro mani, e promisero di restituire il governo ad un sistema democratico non appena possibile. Il 2 dicembre 1962 si tenne un referendum, che fu approvato presumibilmente con una maggioranza del 78%. I capi promisero che non si sarebbero candidati nelle prossime elezioni, ma in realtà Park non mantenne la promessa. Con le elezioni presidenziali del 1963 nasceva ufficialmente la Terza Repubblica.